# Lestrade (Aveyron)
Pour les articles homonymes, voir Lestrade.
Ancienne commune de l'Aveyron, la commune de Lestrade a été supprimée en 1833. Son territoire a été partagé entre les communes de Montézic et de Saint-Amans.